# Symbian

A Symbian logója

A Symbian (ejtsd: szimbien) operációs rendszer, melyet főként mobil eszközökben (PDA, mobiltelefon) alkalmaztak a 2000-es években.
Jellemzője az egyfelhasználós, többfeladatos végrehajtás, grafikus kezelői felület. Egyéni igények szerint alakítható, szoftverekkel fejleszthető, szemben az operációs rendszerrel nem rendelkező telefonokkal.
Alkalmas a dinamikus memóriakezelésére, melynek lényege, hogy a rendelkezésre álló összes memória felhasználható bármilyen célra, nincs felosztva, hogy mely alkalmazási területen kell adatokat tárolni benne. Bár egyéb operációs rendszerrel nem rendelkező telefonok is képesek erre, a Symbian operációs rendszerek lényegesen több lehetőséget nyújtanak.

## Története
A londoni székhelyű Symbian Software-t 1998 júniusában a Psion Software, a Nokia, a Motorola, és az Ericsson alapította. A rendszer alapjait a Psion kezdte fejleszteni kézi számítógépei számára EPOC néven, még az 1980-as évek végén. Amikor a konzorcium megalakult, még az 5-ös verziónál tartottak, ekkor azonban a rendszer is új nevet kapott: Symbian OS lett belőle.
1999-ben csatlakozott a Matsushita (Panasonic), majd 2002-ben a Siemens és a Sony Ericsson. Az első okostelefon a 2000-ben megjelent Ericsson R380, illetve 2001-ben a Nokia részéről a 9210-es kommunikátor, amely a rendszer 6.0-s verzióját futtatta. Az igazi áttörést a Nokia 7650-es készülékén bemutatkozott Symbian OS 6.1 jelentette, ez indította el az S60 és a Symbian sikertörténetét.

### S60, S80, S90 és UIQ
A Nokia saját kezelőfelületet fejlesztett készülékei számára, melyet több cég is tovább licencelt. Nokia S60 felületre tervezett készüléket jelentetett meg többek közt a Siemens (SX1), a Panasonic (X700, X800), és a Samsung (D740) is. Az S80 a Nokia kommunikátorain (9210, 9300, 9500) használt kezelőfelület, ennek lecsupaszított változata az S60. Az S60 platform első és második generációja a 176×208-as kijelző felbontásról ismerszik meg, a harmadik generáció tagjai már nagyobb felbontást használnak (N és E széria legtöbb készüléke) ez a régebbi, kisebb kijelző felbontásra írt programok futtatásakor okoz problémát. Ugyanígy a színmélység piaci szempontból előnyös növelése is csak a kompatibilitási ráta romlását eredményezte.
A Sony Ericsson más irányban kezdett gondolkodni, bár az alapokat a Symbian 7.0 adja, magát a felhasználó felé mutatott kezelőfelületet a Symbian leányvállalata, a svéd UIQ Technology fejleszti. A UIQ platform lényegesen fejlettebb a Nokia Series60-nál, nagy felbontású, érintésérzékeny kijelzőt használ, és kézírás-felismerést is támogat. Ezen tulajdonságokkal szembeni hátrányát kompenzálta a Nokia az S90-es platform kifejlesztésével. Az S90 például a Nokia 7700, 7710-es érintőképernyős PDA-okostelefon kombóin használatos. Mindegyik széria más kijelzőfelbontást használ, és csak a saját platformjára írt programokat képes futtatni (egy 6600-on nem indul el egy 9500-ra írt alkalmazás, és viszont).

### Itt a vége?
Az operációs rendszert túl drága volt fejleszteni, nem volt versenyképes az iOS alapú iPhone-okkal és az Androiddal szemben, ezért a nehéz gazdasági helyzetbe került, piacokat vesztő Nokia 2011 októberében átállt a Windows Phone 7 használatára. A fejlesztést az Accenture vette át, amely megerősítette, hogy a program támogatását 2016-ig folytatja.
A Nokia 2013 júniusában bejelentette, hogy teljesen felhagy a symbianos készülékek gyártásával az év nyarán. A Nokia a továbbiakban teljesen a Windows operációs rendszert futtató készülékekre fókuszál. A döntés nem meglepő, egy év alatt a 8%-os európai penetrációból kevesebb, mint 2% maradt.

## Hardver
A Symbian operációs rendszer kizárólag ARM architektúrájú processzorokon fut. Az ARM architektúra egy 32 bites RISC processzorarchitektúra, amit széleskörűen alkalmaznak a beágyazott rendszerekben. Alacsony fogyasztásának köszönhetően az ARM processzorok dominánsak a mobil elektronikai piacon. A symbianos mobiltelefonok eleinte csak ARM9-es processzorokkal készültek, az újabb készülékekben már az ARM11-est is használják.

## Verziók
| Verzió                                                 | Symbian^3/Anna/Belle | Symbian^2 | Symbian^1/Series 60 5th Edition | Series 60 3rd Edition | Series 80                                       |
| ------------------------------------------------------ | --- | --- | --- | --- | ----------------------------------------------- |
| Megjelenés éve                                         | 2010 (Symbian^3), 2011 (Symbian Anna, Nokia Belle) | 2010 (Csak Japánban) | 2008 | 2006 | 2002                                            |
| Cég                                                    | Symbian Foundation | Symbian Foundation | Symbian Foundation | Nokia | Nokia                                           |
| Symbian OS verzió                                      | 9.5 (Symbian^3/Symbian Anna), 10.1 (Nokia Belle) | | 9.4 | 9.3 |                                                 |
| Series 60 verzió                                       | 5.2 (Symbian^3/Symbian Anna), 5.3 (Nokia Belle), 5.4 (Nokia Belle FP1)                                                                                   | 5.1 | 5th Edition | 3rd Edition Feature Pack 2 | N/A                                             |
| Érintőképernyő támogatása                              | Igen | Igen | Igen | Nem | Nem                                             |
| Multi touch bevitel támogatása                         | Igen | | Nem | Nem | Nem                                             |
| Testreszabható kezdőképernyők száma                    | Háromtól hatig (3: Symbian^3, Symbian Anna, 5: Nokia E6, Nokia 500, 6: Nokia Belle                                                                       | | Egy | Kettő | Egy                                             |
| Támogatott Wi-Fi verziók                               | B, G, N | | B, G | B, G | B, G                                            |
| USB OTG támogatás                                      | Igen | | Nem | Nem |                                                 |
| FM transzmitter támogatás                              | Igen | | Igen | Igen | Nem                                             |
| FM rádió támogatás                                     | Igen | | Igen | Igen | Nem                                             |
| Adobe Flash támogatás                                  | Igen, Flash Lite natív verzió 4.0 | | Igen, Flash Lite natív verzió 3.1 | Igen, Flash Lite natív verzió 3.1 | Nem                                             |
| CPU architektúra                                       | ARM | ARM | ARM | ARM | ARM                                             |
| Programozási nyelve                                    | C++, Qt | | C++, Qt | C++, Qt |                                                 |
| Állománykezelő                                         | .sis, .sisx | | .sis, .sisx | .sis, .sisx | .sis, .sisx                                     |
| Angolon kívüli egyéb nyelvek támogatása                | Igen | Főleg japán | Igen | Igen | Igen                                            |
| Proxy szerver                                          | Igen | | Igen | Igen | Igen                                            |
| Kivágás, másolás, beilleszrés támogatása               | Igen | Igen | Igen | Igen | Igen                                            |
| Visszavonás                                            | Nem | | Nem | Igen | Igen                                            |
| Alkalmazásbolt                                         | Nokia store | i-αppli/i-Widget | Nokia store | Nokia store |                                                 |
| Hangfelismerés                                         | Igen | Igen | Igen | Igen |                                                 |
| Dokumentumtámogatás                                    | Mobile Office Applications, PDF | Mobile Office Applications, PDF | Mobile Office Applications, PDF | Mobile Office Applications, PDF | Mobile Office Applications, PDF                 |
| Audio lejátszás                                        | Összes | wma, aac | Összes | Összes | wav, mp3                                        |
| Video lejátszás                                        | H.263, H.264, WMV, MPEG4, MPEG4@ HD 720p 25–30 frame/s, MKV, DivX, XviD                                                                                  | WMV, MPEG4 | H.263, WMV, MPEG4, 3GPP, 3GPP2 | H.263, WMV, MPEG4, 3GPP, 3GPP2 | H.263, 3GPP, 3GPP2                              |
| Turn-by-turn navigáció                                 | Igen, külső alkalmazással, vagy Nokia Maps, ami működik offline                                                                                          | Igen, havonta fizetett | Igen, külső alkalmazással, vagy Nokia Maps, ami működik offline | Igen, külső alkalmazással, vagy Nokia Maps, ami működik offline | Igen, külső alkalmazással                       |
| Videó kimenet                                          | Nokia AV, PAL, NTSC, HDMI | HDMI | Nokia AV, PAL, NTSC | Nokia AV, PAL, NTSC | Nem                                             |
| Multitasking                                           | Igen | | Igen | Igen | Igen                                            |
| Kezdőképernyőn interaktív webeszközök                  | Igen | Igen | Igen | Nem |                                                 |
| Beépített hardveres billentyűzet                       | Igen | Igen | Igen | Igen | Igen                                            |
| Bluetooth billentyűzet                                 | Igen | Igen | Igen | Igen | Igen                                            |
| Videótelefonálás elülső kamerával                      | Igen | Igen | Igen | Igen | Igen                                            |
| Meg tud osztani adatot Bluetoothon az összes eszközzel | Igen | Igen | Igen | Igen | Igen                                            |
| Képernyőfotó készítése                                 | Igen, külső alkalmazással | | Igen, külső alkalmazással | Igen, külső alkalmazással | Igen                                            |
| GPU gyorsítás                                          | Igen | | | | Nem                                             |
| Frissítések állapota                                   | Leállítva | | Leállítva | Leállítva | Leállítva                                       |
| Első készülék(ek)                                      | Nokia N8 (Symbian^3), Nokia C7 (Symbian^3), Nokia X7, Nokia E6 (Anna), Nokia 603, Nokia 700, Nokia 701 (Belle)                                           | NTT DOCOMO STYLE Series F-07B | Nokia 5800 (2008. október 2.) | Nokia N96, Nokia N78, Nokia 6210 Navigator és Nokia 6220 Classic (2008. február 11.) | Nokia 9210                                      |
| Készülékek                                             | Nokia N8, Nokia C6-01, Nokia C7-00, Nokia E7-00, Nokia E6, Nokia X7, Nokia 500, Nokia 603, Nokia 600 (törölve), Nokia 700, Nokia 701, Nokia 808 PureView | NTT DoCoMo: F-06B, F-07B, SH-07B, F-10B, Raku-Raku Phone 7, F-03C, F-05C, SH-01C, SH-02C, SH-04C, SH-05C, SH-06C, Touch Wood SH-08C | Nokia: 5228, 5230, 5233, 5235, 5250, 5530 XpressMusic, 5800 XpressMusic, 5800 Navigation Edition, C5-03, C6-00, N97, N97 mini, X6; Samsung: i8910 Omnia HD, Sony Ericsson: Satio, Vivaz, Vivaz Pro | Nokia: 5320 XpressMusic, 5630 XpressMusic, 5730 XpressMusic, 6210 Navigator, 6220 Classic, 6650 fold, 6710 Navigator, 6720 Classic, 6730 Classic, 6760 Slide, 6790 Surge, E5-00, E52, E55, E71, E72, E75, N78, N79, N82, N85, N86 8MP, N96, X5, C5-00 Samsung: GT-i8510, GT-I7110, SGH-L870 | Nokia 9210, Nokia 9300, Nokia 9300i, Nokia 9500 |
| Utolsó verzió neve                                     | Nokia Belle Feature Pack 2/ Nokia Belle Refresh | Symbian^2 | Symbian^1/Series 60 5th Edition | Series 60 3rd Edition Feature Pack 2 | Series 80                                       |